# قارچ لب‌برگشته
قارچ لب‌برگشته (نام علمی: Entoloma) نام یک سرده از تیره قارچ‌ای لب‌برگشته است.